# Inditex
Industria de Diseño Textil, S.A. (Inditex) (BME: ITX

) er en spansk multinational modetøjskoncern med hovedsæde i Arteixo nær A Coruña. Den består af omkring 100 virksomheder indenfor tekstil- design, produktion og distribution. i 2012 var omsætningen på 13,79 mia. € og koncernen havde 120.000 medarbejdere. Amancio Ortega er Spaniens rigeste mand, verdens tredjerigeste mand og grundlægger og hovedaktionær i Inditex.
Inditex driver over 5.500 butikker på verdensplan og ejer mærker som Massimo Dutti, Bershka, Oysho, Pull and Bear, Stradivarius, Zara, Tempe og Uterqüe, samt lavprismærket Lefties. Majoriteten af butikkerne er ejede af Inditex, franchise benyttes kun i lande, hvor virksomhedsejendomme ikke kan ejes af udenlandske virksomheder, fx i nogle lande i Mellemøsten.
Koncernen designer og producerer stort set alting selv og nye designs kommer til Zara-butikkerne to gange om ugen.
Hovedparten af fremstillingen foregår i lavindkomstlande, primært i Marokko, Kina og Tyrkiet, men der er også produktion i Spanien og Portugal. Inditex har en skofabrik som designer, producerer og distribuerer fra byen Elche på den spanske middelhavskyst.

## Historie
Den første Zara-butik åbnede i 1975 i A Coruña, stedet hvor virksomheden også begyndte. I dag findes Inditexs butikker i de fleste af verdens storbyer.
I 1990'erne begyndte Inditex at opkøbe virksomheder, som blev datterselskaber i koncernen for bl.a. mærker som: Bershka, Pull and Bear, Massimo Dutti og Stradivarius.
I maj 2001 blev Inditex børsnoteret for en værdi af 9 mia. €.
Inditex vandt i 2006 Wharton Infosys Business Transformation Award for deres innovative og succesfulde implementering af informationsteknologi, som medførte at tiden der gik fra designprocessen til at produkterne var på butikkernes hylder blev stærkt reduceret.
I 2008 lancerede Inditex Uterqüe, et mærke for nyes accessories.
I 2010 var Zaras salg på 12,5 mia. €, der annonceredes kun i aviserne to gange årligt.
I 2011 åbnede Zara den første butik i Australien, således var Inditex nu repræsenteret på fem kontinenter og i 78 lande. I dag er Inditex verdens største modekoncern.

## Datterselskaber
- Zara - Flagskibs-tøjkæden.[4] Mange forskellige slags tøj til kvinder, mænd og børn.
- Zara Kids - Børnetøj fra 0 til 14 år.
- Pull and Bear - Mærket fokuserer på casual tøj til unge.
- Bershka - Begyndte i 1998, modetøj til piger og senest også til drenge
- Massimo Dutti - Mere elegant og klassisk design til kvinder, mænd og senest børn.
- Stradivarius – Et innovativt koncept til yngre kvinder.
- Oysho - Lingeri og undertøj til kvinder, men også pyjamasser, accessories og kollektioner til små piger og babyer.
- Zara Home - Interiørs og møbler til hjemmet.
- Uterqüe - Seneste mærke. Det tilbyder accessories såsom sko, tasker, smykker og solbriller.
- Tempe - Fodtøjsbutikskæde.

| Virksomhed                | Antal butikker (30/04/2013) | Etableringsår    |
| ------------------------- | --------------------------- | ---------------- |
| Zara                      | 1763                        | 1975             |
| Zara Kids - Kiddy's Class | 171                         | 2001             |
| Bershka                   | 899                         | 1998             |
| Pull and Bear             | 817                         | 1991             |
| Stradivarius              | 794                         | 1999 (overtaget) |
| Massimo Dutti             | 630                         | 1995 (overtaget) |
| Oysho                     | 529                         | 2001             |
| Zara Home                 | 364                         | 2003             |
| Uterqüe                   | 91                          | 2008             |
| TOTAL                     | 6058                        |                  |

### Aktionærer
Aktiemajoriteten i Inditex ejes af stifterne Amancio Ortega og Rosalía Mera (Armancio Ortegas ekskone). Ortega ejer 59 %, 50 % gennem virksomheden Gartler, S.L. og 9 % gennem virksomheden Partler, S.L. Mera ejer 6 % gennem virksomheden Rosp Corunna Participaciones Empresariales, S.L..